# ثورينغبرت، كونت هيسباي
ثورينغبرت، كونت هيسباي (770-735)؛ هو كونت هيسباي وفورمسغاو، هو أبن روبرت الأول، دوق نيوستريا، كونت هيسباي وفيليسوندا؛ ربما هو والد روبرت الثاني، كونت هيسباي سليل المباشر لـ سلالة كابيتيون.